# Pineung
Pineung is een bestuurslaag in het regentschap Banda Aceh van de provincie Atjeh, Indonesië. Pineung telt 4165 inwoners (volkstelling 2010).